# Поцоло Инфериоре (Комо)
Поцоло Инфериоре је насеље у Италији у округу Комо, региону Ломбардија.
Према процени из 2011. у насељу је живело 80 становника. Насеље се налази на надморској висини од 339 м.